# Chata Erika
Chata Erika – hotel górski w Paśmie Kojszowskiej Hali w Górach Wołowskich w Łańcuchu Rudaw Słowackich we wschodniej Słowacji, na wysokości 1046 m n.p.m. 

## Historia
Pasmo Kojszowskiej Hali początkowo odwiedzane było przez lokalnych drwali, górników, myśliwych, pasterzy i zbieraczy owoców runa leśnego. Pod koniec XIX i na początku XX wieku również turyści i narciarze zaczęli odkrywać walory tego terenu. Pod ich naciskiem w 1926 gelnicka filia Karpathenverein zbudowała pierwszą chatę turystyczną pod wierzchołkiem Kojšovskiej hoľi, na wysokości 1246 m n.p.m., na północnym zboczu Zlatoidskéj hory. Nazwano ją Erika, ze względu na obfite występowanie w tym rejonie wrzośca (łac. Erica). W 1931 chałupa została rozbudowana, a w marcu 1939 przekazana klubowi turystycznemu w Koszycach, co związane było z korektą granic (przyłączenie do Węgier). 7 grudnia 1944 obiekt spłonął w trakcie walk partyzanckich słowackiego powstania narodowego. Pozostały z niego jedynie fundamenty, które znajdują się około 100 metrów od obecnego hotelu górskiego.
W 1945, w rejonie lokalnego węzła dróg dojazdowych gelnicki oddział Klubu Słowackich Turystów i Narciarzy wzniósł tymczasowe schronisko z szesnastoma łóżkami. W 1946, przy wsparciu turystów regionu koszyckiego, rozpoczęto budowę nowego obiektu, który oddano do użytku w 1949. W latach 50. i 60. XX wieku administrację schroniska powierzono dzierżawczyni, Gizie Makayovej-Lebenskiej. W 1968 schronisko zajęli żołnierze sowieccy, a w latach 70. XX wieku przejęło je przedsiębiorstwo VSŽ Koszyce, które je rozbudowało i zmodernizowało. Otwarto je ponownie pod koniec 1976. W tym samym czasie sekcja narciarska przedsiębiorstwa VSŽ Koszyce wybudowała herbaciarnię Katka i areał narciarski z wyciągami i trasami do narciarstwa biegowego. Na przełomie XX i XXI wieku obiekt przeszedł okres stagnacji i na kilka lat przerwał działalność.

## Otoczenie
Od schroniska na szczyt Zlatoidskéj hory prowadzi wyciąg narciarski. Przy hotelu zbiegają się szlaki:
- czerwony dalekobieżny E8, z Dedinek do Chaty Lajoška,
- z Koszyc do Lewoczy (Droga św. Jakuba),
- niebieski do Opátki,
- żółty z Prakovców na Kojšovską hoľę.